# Evan Peters
Evan Thomas Peters (sinh ngày 20 tháng 1 năm 1987) là một diễn viên điện ảnh người Mỹ và được khán giả biết đến nhờ những vai phản diện. Anh khởi nghiệp bằng bộ phim chính kịch Clipping Adam vào năm 2004 và tham gia loạt phim truyền hình khoa học viễn tưởng của đài ABC Invasion từ năm 2005 đến năm 2006. Anh được biết đến nhờ các vai diễn trong loạt phim truyền hình đài FX American Horror Story, vai Todd Haynes trong phim siêu anh hùng Kick-Ass và vai Quicksilver trong X-Men: Days of Future Past.

## Tiểu sử
Peters được sinh ra tại St. Louis, Missouri, là con trai của Julie và Phil Peters, phó chủ tịch điều hành tại Quỹ Charles Stewart Mott. Anh theo học phổ thông tại một ngôi trường Công giáo La Mã. Anh còn có hai người anh chị em là Andrew và Michelle. Năm 2001, gia đình của Peters dời đến Grand Blanc, Michigan, nơi anh theo đuổi nghiệp người mẫu và tham gia các khóa học diễn xuất. Anh gia nhập Trường trung học Grand Blanc Community, trước khi chuyển đến Los Angeles năm 15 tuổi cùng mẹ để theo đuổi nghiệp diễn viên. Anh học năm hai tại trường Trung học Burbank nhưng sau đó lại được sắp xếp học tại nhà.

## Sự nghiệp điện ảnh
| Năm  | Phim                            | Vai diễn                     | Chú thích          |
| ---- | ------------------------------- | ---------------------------- | ------------------ |
| 2002 | Clipping Adam                   | Adam Sheppard                |                    |
| 2004 | Sleepover                       | Russell "SpongeBob" Hayes    |                    |
| 2007 | An American Crime               | Ricky Hobbs                  |                    |
| 2007 | Mama's Boy                      | Keith                        | Uncredited         |
| 2008 | Remarkable Power                | Ross                         |                    |
| 2008 | Gardens of the Night            | Brian / Rachel               |                    |
| 2008 | Never Back Down                 | Max Cooperman                |                    |
| 2010 | Kick-Ass                        | Todd Haynes                  |                    |
| 2011 | Never Back Down 2: The Beatdown | Max Cooperman                |                    |
| 2011 | Queen                           | Frat Guy                     | Phim ngắn          |
| 2011 | The Good Doctor                 | Donny Nixon                  |                    |
| 2014 | Adult World                     | Alex                         |                    |
| 2014 | X-Men: Days of Future Past      | Peter Maximoff / Quicksilver |                    |
| 2015 | The Lazarus Effect              | Clay                         |                    |
| 2015 | Safelight                       | Charles                      |                    |
| 2016 | Elvis & Nixon                   | Dwight Chapin                |                    |
| 2016 | X-Men: Apocalypse               | Peter Maximoff / Quicksilver |                    |
| 2017 | The Pirates of Somalia          | Jay Bahadur                  |                    |
| 2017 | The Accomplice                  | Randy                        | Phim ngắn          |
| 2018 | American Animals                | Warren Lipka                 |                    |
| 2018 | Deadpool 2                      | Peter Maximoff / Quicksilver | Vai diễn khách mời |
| 2019 | X-Men: Dark Phoenix             | Peter Maximoff / Quicksilver |                    |
| 2019 | I Am Woman                      | Jeff Wald                    |                    |

### Phim truyền hình
| Năm     | Phim                                 | Vai diễn                                               | Ghi chú                                            |
| ------- | ------------------------------------ | ------------------------------------------------------ | -------------------------------------------------- |
| 2004    | The Days                             | Cooper Day                                             | 6 tập                                              |
| 2004–05 | Phil of the Future                   | Seth Wosmer                                            | 5 tập                                              |
| 2005–06 | Invasion                             | Jesse Varon                                            | 21 tập                                             |
| 2008    | Dirt                                 | Craig Hope                                             | Tập: "God Bless the Child"                         |
| 2008    | Without a Trace                      | Craig Baskin                                           | Tập: "A Bend in the Road"                          |
| 2008    | Monk                                 | Eric Tavela                                            | Tập: "Mr. Monk and the Genius"                     |
| 2008    | House                                | Oliver                                                 | Tập: "Last Resort"                                 |
| 2008–09 | One Tree Hill                        | Jack Daniels                                           | 6 tập                                              |
| 2009    | Off the Clock                        | Jew                                                    | Tập: "Gorgonzola y Pinto"                          |
| 2009    | Ghost Whisperer                      | Dylan                                                  | Episode: "Excessive Forces"                        |
| 2010    | Criminal Minds                       | Charlie Hillridge                                      | Tập: "Mosley Lane"                                 |
| 2010    | The Mentalist                        | Oliver McDaniel                                        | Tập: "18-5-4"                                      |
| 2010    | The Office                           | Luke Cooper                                            | Tập: "Nepotism"                                    |
| 2011    | Parenthood                           | Brandon                                                | Tập: "New Plan"                                    |
| 2011    | In Plain Sight                       | Joey Roston / Joey Wilson                              | Tập: "Crazy Like a Witness"                        |
| 2011    | Truyện kinh dị Mỹ: Nhà sát nhân      | Tate Langdon                                           | 12 tập                                             |
| 2012–13 | Truyện kinh dị Mỹ: Nhà thương điên   | Kit Walker                                             | 13 tập                                             |
| 2013–14 | Truyện kinh dị Mỹ: Hội phù thủy      | Kyle Spencer                                           | 11 tập                                             |
| 2014–15 | Truyện kinh dị Mỹ: Gánh xiếc kỳ dị   | Jimmy Darling                                          | 13 tập                                             |
| 2015    | China, IL                            | Clint (lồng tiếng)                                     | Tập: "Magical Pet"                                 |
| 2015-16 | Truyện kinh dị Mỹ: Khách sạn         | James Patrick March                                    | 10 tập                                             |
| 2016    | Truyện kinh dị Mỹ: Thuộc địa Roanoke | Edward Philippe Mott                                   | Tập: "Chapter 5"                                   |
| 2016    | Truyện kinh dị Mỹ: Thuộc địa Roanoke | Rory Monahan                                           | 3 tập                                              |
| 2017    | Truyện kinh dị Mỹ: Hội kín           | Kai Anderson                                           | 11 tập                                             |
| 2017    | Truyện kinh dị Mỹ: Hội kín           | Andy Warhol                                            | Tập: "Valerie Solanas Died for Your Sins: Scumbag" |
| 2017    | Truyện kinh dị Mỹ: Hội kín           | Marshall Applewhite / David Koresh / Jim Jones / Jesus | Tập: "Drink the Kool-Aid"                          |
| 2017    | Truyện kinh dị Mỹ: Hội kín           | Charles Manson                                         | 2 tập                                              |
| 2018    | Pose                                 | Stan Bowes                                             | 8 tập                                              |
| 2018    | Truyện kinh dị Mỹ: Tận thế           | Mr. Gallant                                            | 4 tập                                              |
| 2018    | Truyện kinh dị Mỹ: Tận thế           | James Patrick March                                    | Tập: "Could It Be... Satan?"                       |
| 2018    | Truyện kinh dị Mỹ: Tận thế           | Tate Langdon                                           | Tập: "Return to Murder House"                      |
| 2018    | Truyện kinh dị Mỹ: Tận thế           | Jeff Pfister                                           | 3 tập                                              |
| 2021    | WandaVision                          | Ralph Bohner / Pietro Maximoff                         | 4 tập                                              |
| 2021    | Marvel Studios: Assembled            | Chính mình                                             | Tập: "The Making of WandaVision"                   |
| 2021    | Mare of Easttown                     | Thám tử Colin Zabel                                    | 4 tập                                              |
| 2021    | Truyện kinh dị Mỹ: Hai câu chuyện    | Austin Sommers                                         | 4 tập, đồng thời là nhà sản xuất                   |
| TBA     | Monster: The Jeffrey Dahmer Story    | Jeffrey Dahmer                                         | Miniseries sắp tới                                 |

## Danh hiệu cá nhân và giải thưởng
| Năm  | Giải thưởng                             | Hạng mục                                                              | Nội dung đề cử               | Kết quả   |
| ---- | --------------------------------------- | --------------------------------------------------------------------- | ---------------------------- | --------- |
| 2004 | Liên hoan phim Phượng hoàng             | Diễn xuất đột phá                                                     | Clipping Adam                | Đoạt giải |
| 2005 | Young Artist Awards                     | Diễn xuất điện ảnh xuất sắc nhất bởi một dàn diễn viên                | Sleepover                    | Đề cử     |
| 2012 | Satellite Awards                        | Nam diễn viên chính xuất sắc nhất                                     | Truyện kinh dị Mỹ: Nhà điên  | Đề cử     |
| 2016 | Fangoria Chainsaw Awards                | Nam diễn viên phụ xuất sắc nhất trên truyền hình                      | Truyện kinh dị Mỹ: Khách sạn | Đề cử     |
| 2018 | Critics' Choice Television Awards       | Nam diễn viên phụ xuất sắc nhất trong phim lẻ/phimngắn                | Truyện kinh dị Mỹ: Hội kín   | Đề cử     |
| 2018 | Saturn Awards                           | Nam diễn viên phụ xuất sắc nhất trên truyền hình                      | Truyện kinh dị Mỹ: Hội kín   | Đề cử     |
| 2018 | British Independent Film Awards         | Nam diễn viên phụ xuất sắc nhất                                       | American Animals             | Đề cử     |
| 2021 | Primetime Emmy Awards                   | Nam diễn viên phụ xuất sắc trong phim ngắn tập/phim lẻ                | Mare of Easttown             | Đoạt giải |
| 2021 | Hollywood Critics Association TV Awards | Nam diễn viên phụ xuất sắc trong phim ngắn tập, hoặc phim truyền hình | Mare of Easttown             | Đoạt giải |